# Protaetia prolongata
Protaetia prolongata es una especie de escarabajo del género Protaetia, familia Scarabaeidae. Fue descrita científicamente por Gory & Percheron en 1833.
Habita en  Indonesia (Java).